# Сілекс
«Сілекс» (мак. Силекс) — північномакедонський футбольний клуб з міста Кратова. Домашні ігри клуб проводить на стадіоні «Сілекс».

## Досягнення
- Чемпіон Македонії (3):
  - 1996, 1997, 1998
- Володар Кубка Македонії (3):
  - 1994, 1997, 2021

## Участь у Єврокубках
- К = кваліфікація
- Р1 = перший раунд

| Сезон   | Змагання            | Раунд | Клуб                     | Рахунок  |
| ------- | ------------------- | ----- | ------------------------ | -------- |
| 1995/96 | Кубок Кубків УЄФА   | КР    | Вац                      | 1-1, 3-1 |
|         |                     | Р1    | Боруссія (Менхенгладбах) | 0-3, 2-3 |
| 1996/97 | Кубок УЄФА          | К1    | Акранес                  | 0-2, 1-0 |
| 1997/98 | Ліга чемпіонів УЄФА | К1    | Бейтар (Єрусалим)        | 1-0, 0-3 |
| 1998/99 | Ліга чемпіонів УЄФА | К1    | Брюгге                   | 0-0, 1-2 |
| 1999/00 | Кубок УЄФА          | КР    | Шахтар                   | 1-3, 2-1 |
| 2004/05 | Кубок УЄФА          | КР    | Марібор                  | 0-1, 1-1 |
| 2005    | Кубок Інтертото     | Р1    | Бейтар (Єрусалим)        | 3-4, 1-2 |
| 2016–17 | Ліга Європи УЄФА    | Р1    | Вадуц                    | 1–2, 1–3 |